# Pałac w Tuszynie
Pałac w Tuszynie – zabytkowy pałac w Tuszyn (województwo dolnośląskie) – wsi w Polsce, w powiecie dzierżoniowskim, w gminie Dzierżoniów.

## Opis
Pałac wybudowany w XVIII w., pokryty jest dachem mansardowym. Od frontu portal zwieńczony trójkątnym frontonem z herbami Konrada Heyde właściciela Heinersdorf i jego pierwszej żony (ślub 1695) Joanny von Nimptsch (zm. 1715) z Grodziszcza (Lampersdorf).
Na dwóch słupach bramy majątku fryzy heraldyczne, każdy zawierające dwa rzędy po cztery herby (w sumie osiem na słupie). Na drugim słupie: 
- górny rząd na fryzie, von: Ottendorf, Dyhrn, Gaffron, Patzschaffsky;
- dolny rząd na fryzie, von:  Solnitz, Schindel, Logau, Nimptsch[5][a].

Obiekt jest częścią zespołu pałacowego, w skład którego wchodzi jeszcze park krajobrazowy z XVIII w. 

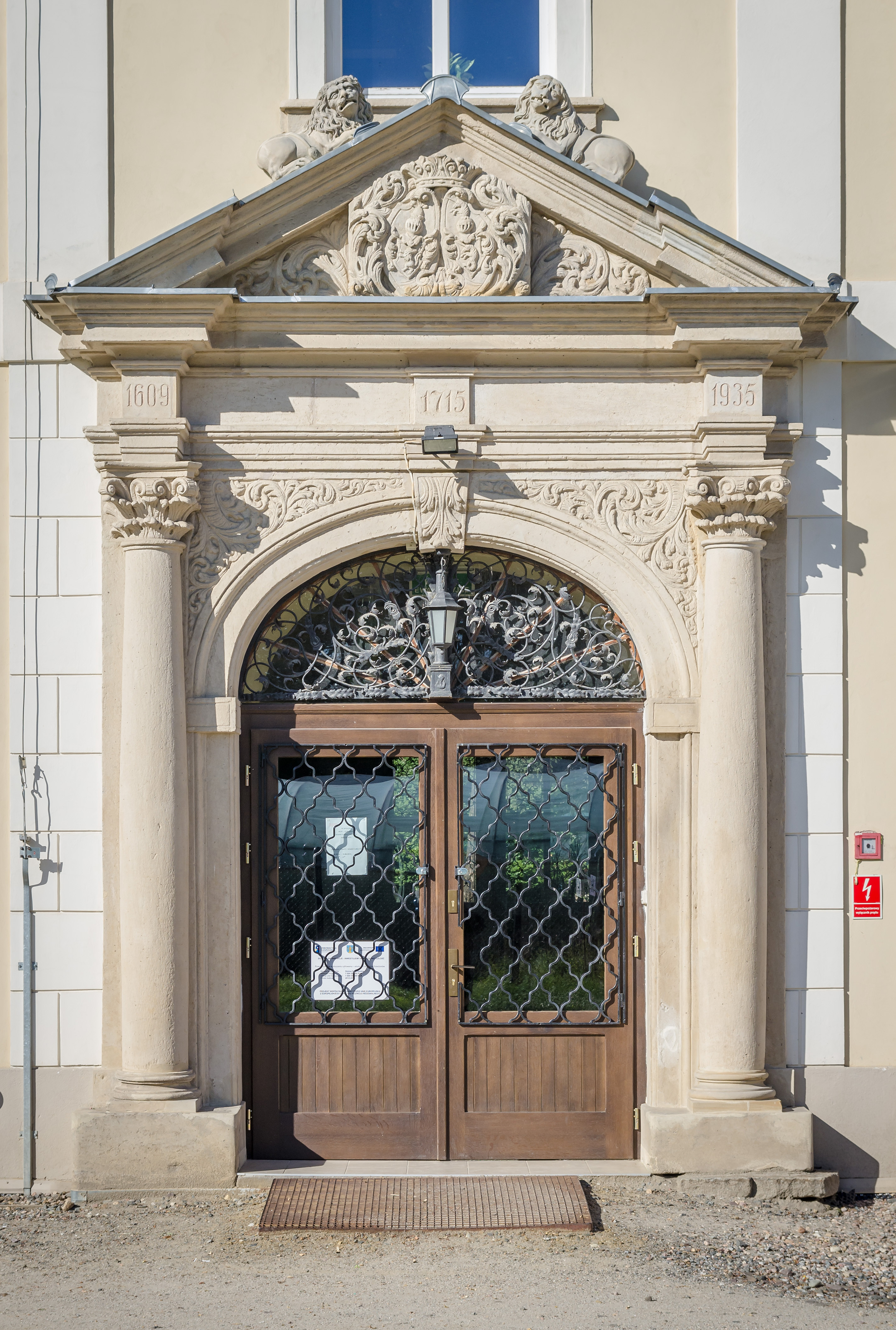
Portal z herbami
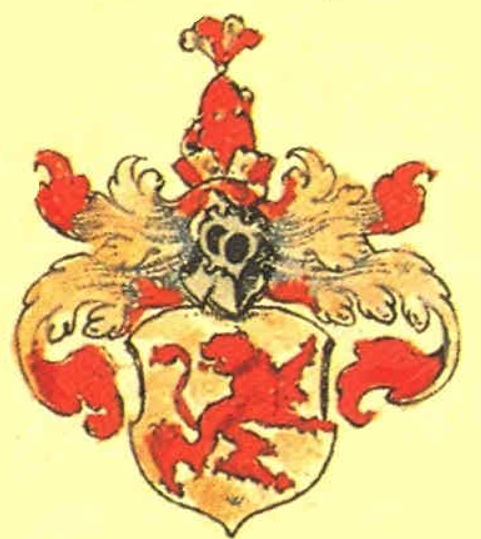
Herb von Heyde
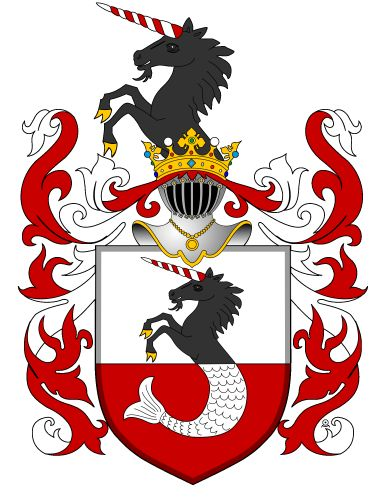
Herb von Nimptsch
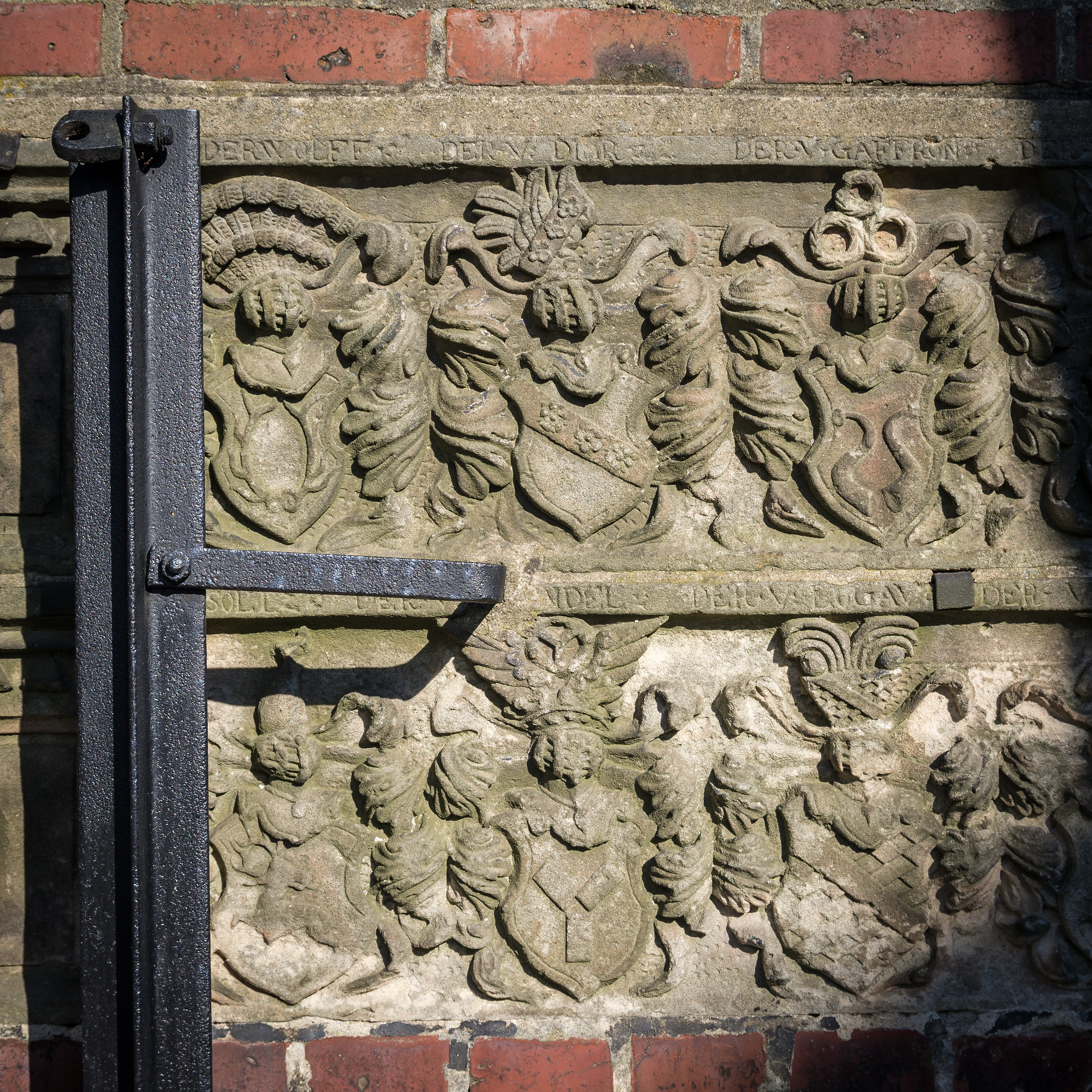
Fryzy na drugim słupie
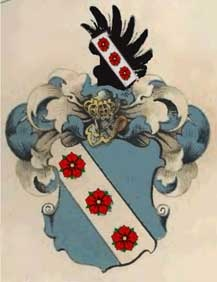
Dyhrn
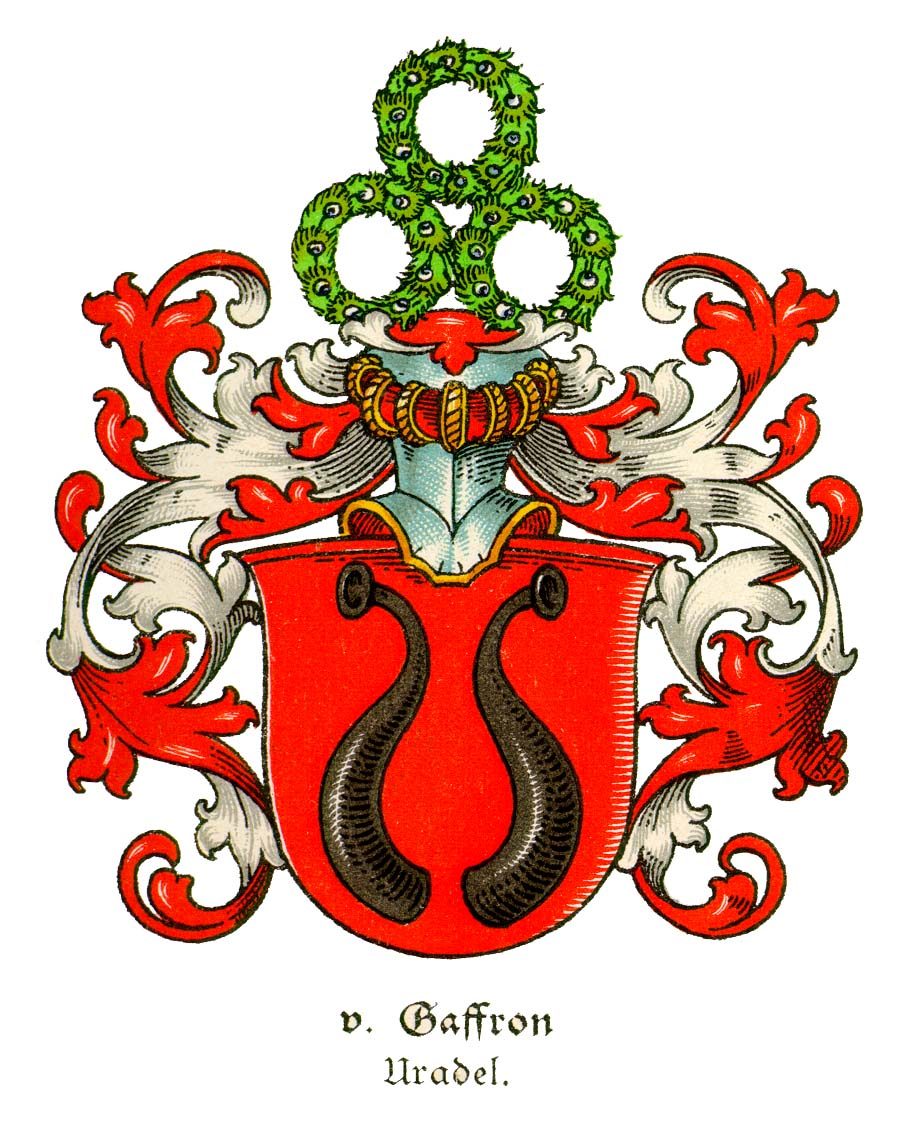
Gaffron
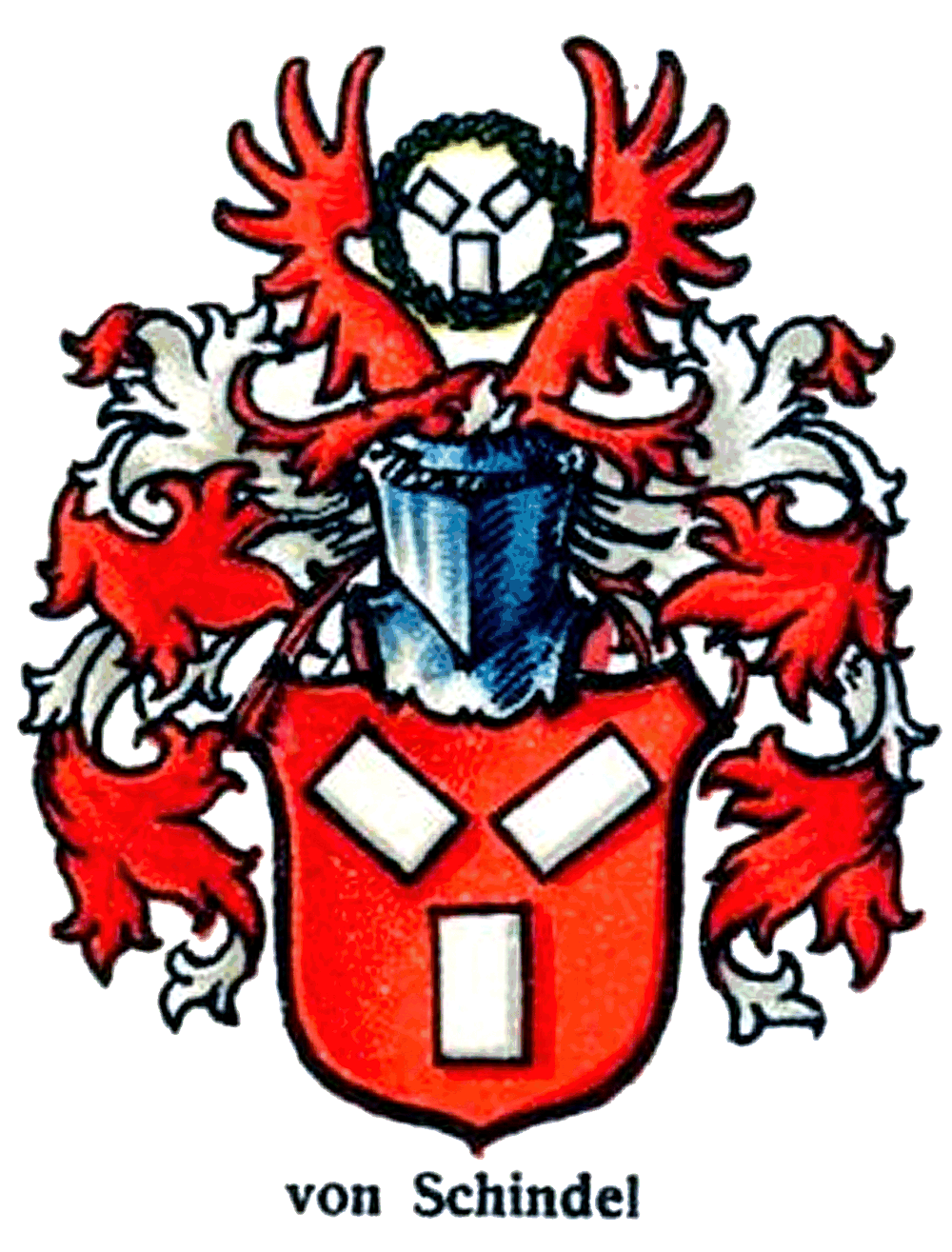
Schindel
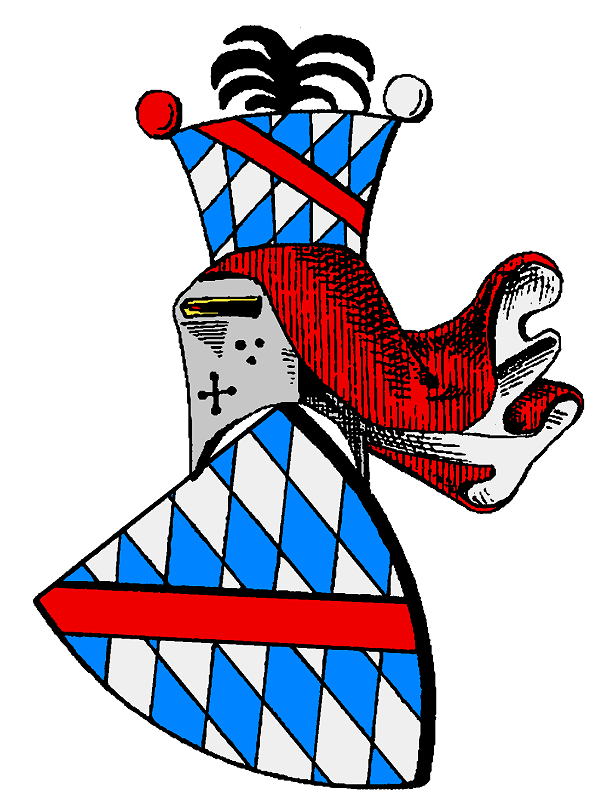
Logau
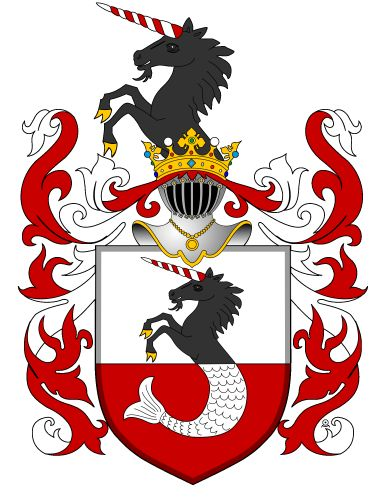
Nimptsch